# Skate America 2016
Navigation
Édition précédente Édition suivante
Le Skate America est une compétition internationale de patinage artistique qui se déroule aux États-Unis au cours de l'automne. Il accueille des patineurs amateurs de niveau senior dans quatre catégories: simple messieurs, simple dames, couple artistique et danse sur glace.
Le trente-cinquième Skate America est organisé du 21 au 23 octobre 2016 au Sears Centre de Hoffman Estates dans la banlieue nord-ouest de Chicago dans l'Illinois. Il est la première compétition du Grand Prix ISU senior de la saison 2016/2017.

## Résultats

### Messieurs

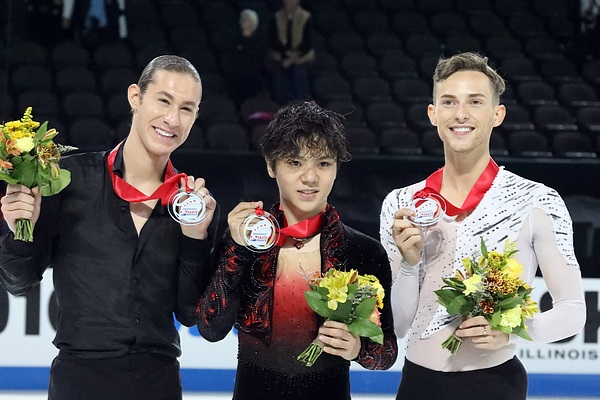
Podium des Messieurs

| Rang | Nom              | Pays       | Points | Programme court | Programme court | Programme libre | Programme libre |
| ---- | ---------------- | ---------- | ------ | --------------- | --------------- | --------------- | --------------- |
| 1    | Shoma Uno        | Japon      | 279.34 | 1               | 89.15           | 1               | 190.19          |
| 2    | Jason Brown      | États-Unis | 268.38 | 3               | 85.75           | 2               | 182.63          |
| 3    | Adam Rippon      | États-Unis | 261.43 | 2               | 87.32           | 3               | 174.11          |
| 4    | Sergey Voronov   | Russie     | 245.28 | 5               | 78.68           | 5               | 166.60          |
| 5    | Jin Boyang       | Chine      | 245.08 | 8               | 72.93           | 4               | 172.15          |
| 6    | Nam Nguyen       | Canada     | 239.26 | 4               | 79.62           | 7               | 159.64          |
| 7    | Maksim Kovtun    | Russie     | 230.75 | 10              | 67.43           | 6               | 163.32          |
| 8    | Timothy Dolensky | États-Unis | 226.53 | 6               | 77.59           | 8               | 148.94          |
| 9    | Jorik Hendrickx  | Belgique   | 224.91 | 7               | 76.62           | 9               | 148.29          |
| 10   | Brendan Kerry    | Australie  | 211.76 | 9               | 71.62           | 10              | 140.14          |

### Dames

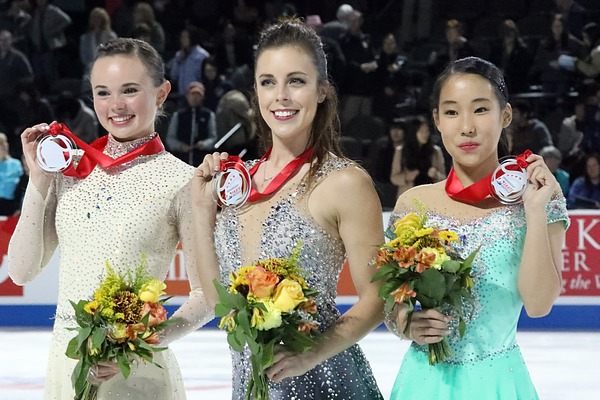
Podium des Dames

| Rang | Nom                  | Pays         | Points | Programme court | Programme court | Programme libre | Programme libre |
| ---- | -------------------- | ------------ | ------ | --------------- | --------------- | --------------- | --------------- |
| 1    | Ashley Wagner        | États-Unis   | 196.44 | 1               | 69.50           | 2               | 126.94          |
| 2    | Mariah Bell          | États-Unis   | 191.59 | 6               | 60.92           | 1               | 130.67          |
| 3    | Mai Mihara           | Japon        | 189.28 | 2               | 65.75           | 3               | 123.53          |
| 4    | Gabrielle Daleman    | Canada       | 186.63 | 4               | 64.49           | 4               | 122.14          |
| 5    | Gracie Gold          | États-Unis   | 184.22 | 3               | 64.87           | 5               | 119.35          |
| 6    | Mao Asada            | Japon        | 176.78 | 5               | 64.47           | 6               | 112.31          |
| 7    | Serafima Sakhanovich | Russie       | 163.84 | 8               | 56.52           | 7               | 107.32          |
| 8    | Park So-youn         | Corée du Sud | 161.36 | 7               | 58.16           | 8               | 103.20          |
| 9    | Roberta Rodeghiero   | Italie       | 149.13 | 9               | 52.62           | 10              | 96.51           |
| 10   | Kanako Murakami      | Japon        | 145.03 | 10              | 47.87           | 9               | 97.16           |
| 11   | Angelīna Kučvaļska   | Lettonie     | 134.97 | 11              | 47.80           | 11              | 87.17           |

### Couples
| Rang | Nom                                 | Pays       | Points | Programme court | Programme court | Programme libre | Programme libre |
| ---- | ----------------------------------- | ---------- | ------ | --------------- | --------------- | --------------- | --------------- |
| 1    | Julianne Séguin / Charlie Bilodeau  | Canada     | 197.31 | 3               | 66.49           | 1               | 130.82          |
| 2    | Haven Denney / Brandon Frazier      | États-Unis | 192.65 | 2               | 67.29           | 2               | 125.36          |
| 3    | Evgenia Tarasova / Vladimir Morozov | Russie     | 185.94 | 1               | 75.24           | 5               | 110.70          |
| 4    | Vanessa James / Morgan Ciprès       | France     | 174.65 | 4               | 65.78           | 7               | 108.87          |
| 5    | Kristina Astakhova / Alexei Rogonov | Russie     | 174.52 | 5               | 64.34           | 6               | 110.18          |
| 6    | Tarah Kayne / Daniel O'Shea         | États-Unis | 173.50 | 8               | 57.93           | 3               | 115.57          |
| 7    | Marissa Castelli / Mervin Tran      | États-Unis | 171.95 | 7               | 61.17           | 4               | 110.78          |
| 8    | Valentina Marchei / Ondřej Hotárek  | Italie     | 169.69 | 6               | 62.49           | 8               | 107.20          |

### Danse sur glace
| Rang | Nom                                 | Pays         | Points | Danse courte | Danse courte | Danse libre | Danse libre |
| ---- | ----------------------------------- | ------------ | ------ | ------------ | ------------ | ----------- | ----------- |
| 1    | Maia Shibutani / Alex Shibutani     | États-Unis   | 185.75 | 1            | 73.04        | 1           | 112.71      |
| 2    | Madison Hubbell / Zachary Donohue   | États-Unis   | 175.77 | 3            | 68.78        | 2           | 106.99      |
| 3    | Ekaterina Bobrova / Dmitri Soloviev | Russie       | 174.77 | 2            | 68.92        | 3           | 105.85      |
| 4    | Charlène Guignard / Marco Fabbri    | Italie       | 165.44 | 5            | 64.79        | 5           | 100.65      |
| 5    | Elena Ilinykh / Ruslan Zhiganshin   | Russie       | 165.16 | 4            | 66.60        | 6           | 98.56       |
| 6    | Isabella Tobias / Ilia Tkachenko    | Israël       | 161.99 | 6            | 63.33        | 5           | 98.66       |
| 7    | Elliana Pogrebinsky / Alex Benoit   | États-Unis   | 151.76 | 8            | 58.18        | 7           | 93.58       |
| 8    | Kana Muramoto / Chris Reed          | Japon        | 147.37 | 10           | 56.19        | 8           | 91.18       |
| 9    | Alisa Agafonova / Alper Uçar        | Turquie      | 146.10 | 7            | 58.98        | 9           | 87.12       |
| 10   | Min Yu-ra / Alexander Gamelin       | Corée du Sud | 141.50 | 9            | 56.25        | 10          | 85.25       |

## Source
- Résultats du Skate America 2016 sur le site de l'ISU